# Jean-Baptiste Pussin
 Der er for få eller ingen kildehenvisninger i denne artikel, hvilket er et problem. Du kan hjælpe ved at angive troværdige kilder til de påstande, som fremføres i artiklen.

Jean-Baptiste Pussin (1746-1811) var en hospitalsforstander, der sammen med sin kone og kollega Marguerite gennemførte en mere human behandling af patienter med psykiske lidelser i 19. århundredes Frankrig. De fik lægen Philippe Pinel til at værdsætte og implementere deres tilgang, som - sammen med lignende initiativer i andre lande - blev kendt som moralsk behandling.
Jean-Baptiste blev født i 1746 i Lons-le-Saunier i Frankrig, hvor han arbejdede som garver.
I 1771 efter at være blevet behandlet med held for scrofula (tuberkulose i halsen) på Bicêtre hospitalet blev Pussin ansat af hospitalets personale. I 1784 opnåede han stillingen som forstander for den mentale pleje, og fra 1786 blev han bistået der af sin kone Marguerite.
Pussin var fortaler for en forholdsvis human behandling, engageret i psykologisk-baserede arbejde med patienterne og vedligeholdt fortegnelser over sine empiriske observationer og terapeutiske forslag. I 1793 fik han besøg i Bicêtre af lægen Philippe Pinel (1745-1826), der netop havde påbegyndt arbejdet på hospitalet. Pinel var imponeret af Pussins tilgang og de positive resultater, han havde opnået.
I 1797, efter at Pinel havde forladt sygehuset, fik Pussin indført en reform, der permanent forbød brugen af alle kæder til at begrænse friheden for patienter. Spændetrøjer anvendtes dog fortsat. Ikke længe efter fik Pinel ansvaret for hospitalet Salpêtrière, han arrangerede at få Pussin flyttet med ham som en særlig assistent. Kæder blev der efter forbudt også der.
I 1801 offentliggjorde Pinel sin afhandling om sindssyge, som beskriver deres arbejde. I 1809, i den anden udgave af afhandlingen om sindssyge, fortæller Pinel om Pussin initiativ til at forbyde brugen af kæder.
Jean Baptiste Pussin døde i 1811.
I Pinel's 1801 afhandling om sindssyge erkender han sin gæld til Jean-Baptiste og Marguerite Pussin og deres banebrydende bidrag til psykiatrien. Pinel udtaler, at Jean-Baptiste Pussin ofte fastlagde den psykologiske tilgang, der skulle bruges, fordi "han boede blandt de vanvittige nat og dag, studerede deres måder, deres karakter og deres smag, i løbet af deres derangement, ved, hvornår at være godgørende, og at være en imponerende person ... ", hvilket fik ham til at kende de personer bedre end en læge kunne ved at gøre sine runder. 
Pinel beskriver et tilfælde, hvor Jean-Baptiste Pussin "så begyndelsen på en positiv forandring. Da han ønskede at fremskynde forbedringen, begyndte han en række samtaler med patienten i hans værelse, kom efterhånden til emnet i hans vildfarelse: "Hvis du er konge," sagde han til ham, "hvordan kan det så være, at du ikke kan bringe din frihedsberøvelse til ophør, og hvorfor er du blandet op med alle disse galninge"? Da han vendte tilbage de efterfølgende dage, fortsatte han med at tale med ham, i velvillige og venlig måder; han fik ham til at se, lidt efter lidt, det tåbelige ved hans prætentioner, viste ham en anden patient, der havde været længe overbevist om hans almagt og dermed blev genstand for latterliggørelse. rystet af disse bemærkninger, begyndte han at sætte spørgsmålstegn sin titel af konge, og begyndte at anerkende hans ideers kimære". 
Pinel beundrede Marguerite Pussins dygtighed, hun var i stand til at ændre "de overbevisninger en mand, hvis liv var truet af hans vrangforestillinger og rasende insisteren på at afholde sig fra enhver fødevarer. Frygtesløst hoppede og dansede hun, gjorde spøgende bemærkninger, indtil han smilede, og i sit bedre humør accepterede han mad fra hende".